# José Guimarães
José Carlos Ribeiro de Carvalho Guimarães, conosciuto come Zé Carlos (Luanda, 9 aprile 1964), è un ex cestista e allenatore di pallacanestro angolano.

## Carriera
Con l'Angola ha disputato due edizioni dei Giochi olimpici (Barcellona 1992, Atlanta 1996), due dei Campionati mondiali (1986, 1990) e tre dei Campionati africani (1989, 1992, 1995).